# BYD Song L
BYD Song L (кит. 比亚迪宋L) — среднеразмерный электромобиль-кроссовер китайской компании BYD, серийно выпускаемый с 2023 года. Является частью семейства BYD Song. 
По китайским меркам автомобиль относится к сегменту B, а по европейским — к сегменту D. Автомобиль выпускается на платформе e-Platform 3.0, на которой также выпускается BYD Seal.

## Описание
BYD Song L впервые был представлен в апреле 2023 года на Шанхайском автосалоне. Серийная версия была представлена в августе 2023 года на автосалоне в Чэнду, а продажи начались в ноябре 2023 года.
Автомобиль использует дизайн-систему Dragon Face. С задним крылом с электроприводом и скрытыми дверными ручками коэффициент лобового сопротивления составляет 0,255 Кд.
Электродвигатели питаются от аккумуляторов CTB (cell-to-body). Также автомобиль оснащён подвеской DiSus.
В салоне присутствует аудиосистема Dynaudio с 12 динамиками, карта NFC, 10,25-дюймовая жидкокристаллическая приборная панель, 15,6-дюймовая центральная консоль, 50-дюймовый AR-дисплей с операционной системой BYD DiLink и системой помощи водителю DiPilot.

## Технические характеристики
BYD Song L оснащается одним или двумя электродвигателями мощностью 201—517 л. с., которые обеспечивают запас хода 550—662 км по циклу CLTC. Максимальная скорость ограничена до 201 км/ч.

## Галерея

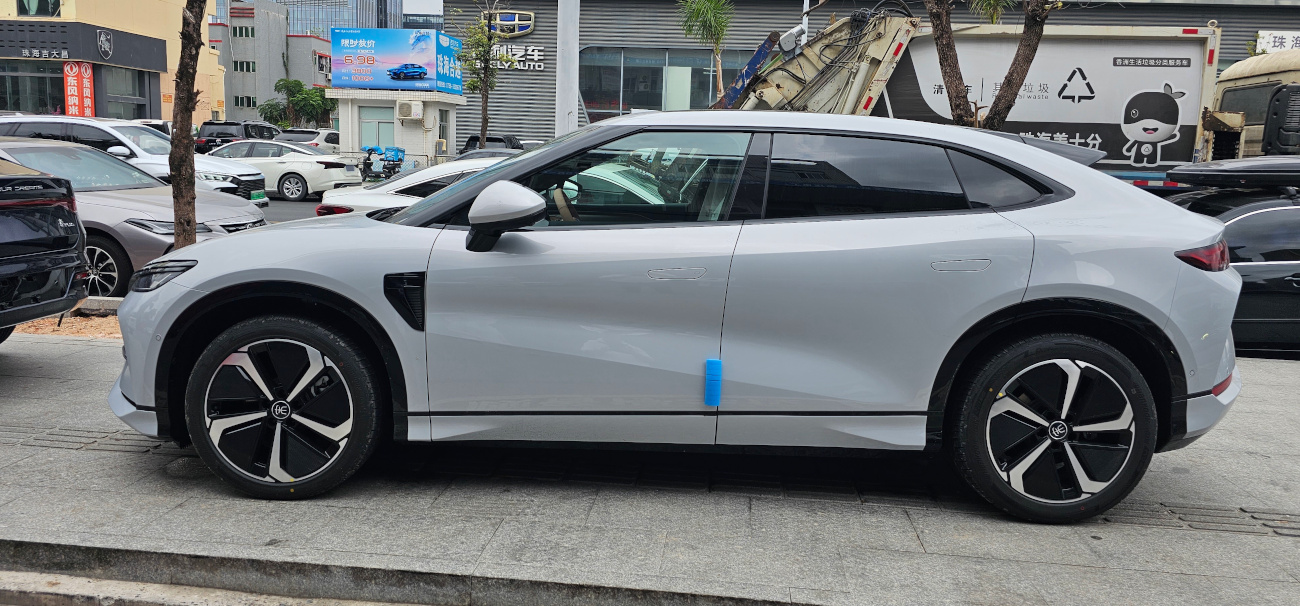
Вид сбоку
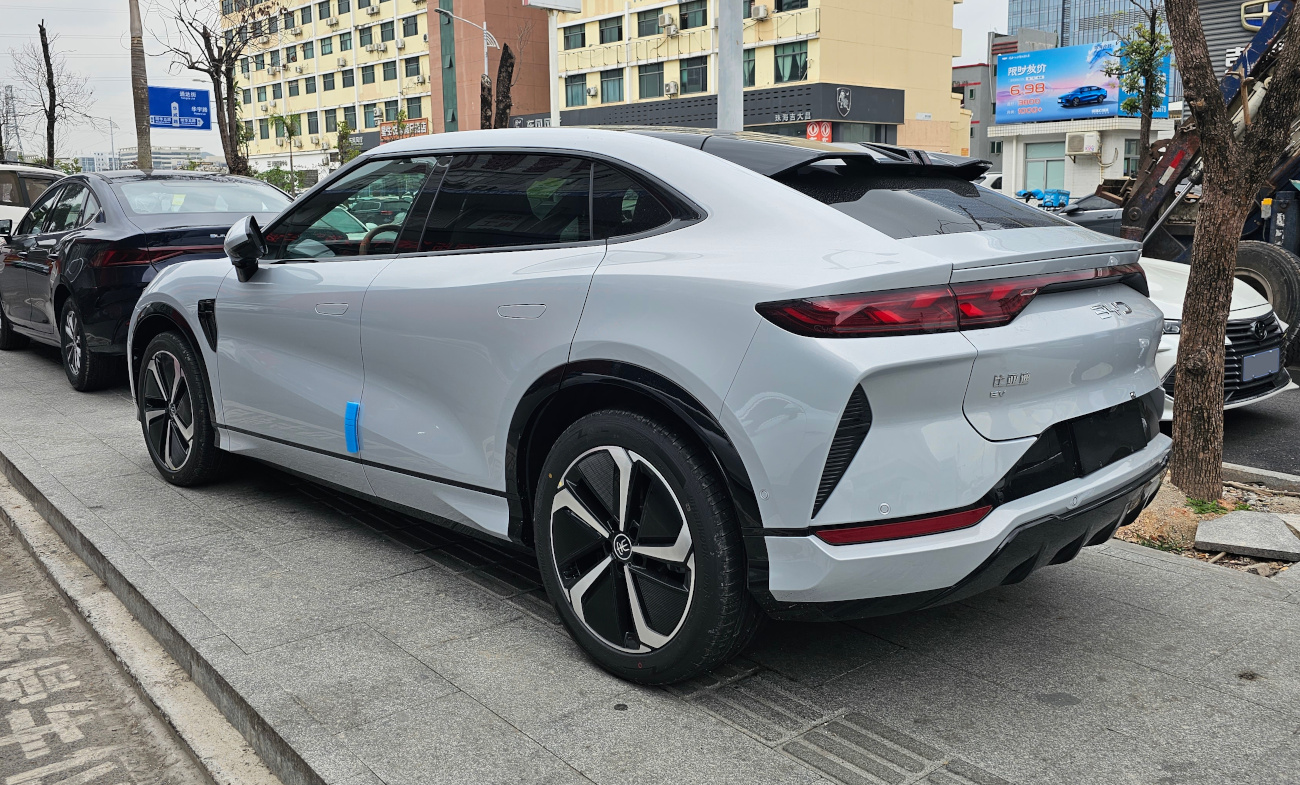
Вид сзади